# Louis Salleron
Pour les articles homonymes, voir Salleron.
Louis Salleron, né le 15 août 1905 à Sèvres et mort le 20 janvier 1992 à Versailles, est un écrivain français, théoricien catholique de droite. Écrivain, chroniqueur, il a collaboré à de nombreux périodiques de l'entre-deux-guerres à sa mort.

## Biographie
Louis Salleron est l'un des neuf enfants de l'architecte René Salleron et le petit-neveu de Léon Salleron. Il est le frère de Paul Salleron, le benjamin de la famille, journaliste et résistant, plus connu sous le pseudonyme de « Paul Sérant », et le père de douze enfants dont trois prêtres.

### Du magistère maurrassien à la«jeune droite»
Son éducation est catholique ; à partir de ses quinze ans, il prend pour conseiller spirituel (et futur ami) un moine bénédictin, Dom Aubourg. Formé au collège privé Stanislas puis à l'Institut catholique, il est licencié ès lettres et docteur en droit. Il a été « pétri d'humanités gréco-latines, nourri de philosophie thomiste ».
Il préside en 1924-1925 l’Association des étudiants de l’Institut catholique de Paris. Son premier discours fut combatif, dans le contexte du Cartel des gauches : « Nous serons les témoins du Christ, de la civilisation chrétienne menacée, mais non pas des témoins passifs : nous voulons agir ! Si nous sommes attaqués, nous saurons nous défendre». En février 1925, il promet « par une assistance plus fréquente aux messes du premier vendredi du mois, une participation plus grande aux activités de l’AEIC » et souhaite que « nombreux soient les étudiants qui délaisseront les études profanes pour embrasser l’état sacerdotal ».
Il fut dans sa jeunesse un jeune maurrassien, sous l'influence notamment de Dom Aubourg qui lui conseille cependant de ne pas rejoindre les Camelots du roi. Il a été conférencier des étudiants d’Action française de Paris en 1924, en présence de Charles Maurras, à propos des idées d’Ernest Seillière, affirmant que « la force avec laquelle il dénonce la folie mystique qui court depuis Jean-Jacques [Rousseau] à nos jours en fait un allié de l’Action française » et concluant ainsi sa conférence: « Qui le lit est bien préparé à recevoir la doctrine maurrassienne. C’est de quoi surtout nous le louons. Il préférerait peut-être un autre genre d’éloge. Pour nous, c’est le plus beau que nous lui puissions faire ». Il devient en 1926 le secrétaire de Jacques Bainville à La Revue universelle, une revue maurrassienne. Pendant ses études universitaires à la « Catho », en tant que président de l’association des étudiants de l’Institut (A.E.I.C.), il cosigna avec le président des étudiants d’Action française de l’Institut (Rémy Rousseau, un ami) une « lettre de fidélité » à Maurras, ce qui provoqua selon ses souvenirs un « beau tumulte » et son renvoi de l'Institut. La lettre est publiée dans L'Action française le 23 janvier 1927,,. Cette lettre s’inscrit dans le contexte de la condamnation de Maurras et de l’Action française par la papauté en 1926. Il cosigne en mai avec les membres du comité de l’AEIC une autre lettre adressée à l’archevêque de Paris, le cardinal Dubois, à la suite du défilé parisien en l’honneur de Jeanne d’Arc : des étudiants de l’Institut sont venus chercher les « collégiens » de collèges libres (de Sainte-Croix de Neuilly notamment) pour qu’ils défilent ensemble dans le cortège traditionnel mené par l’Action française, et non dans le défilé des mouvements catholiques. Une vingtaine de collégiens ont été exclus de leur établissement car ils ont enfreint « les ordres donnés » en prenant part au cortège de la ligue royaliste. Salleron et ses amis protestèrent : « Si c’est une faute contre la discipline qu’on retient contre nos jeunes camarades, nous pensons que le sentiment qui les animait les rachète entièrement ». Leur lettre fut publiée dans L’Action française, qui en profita pour dénoncer les autorités de l’Église. 
Il rencontre à partir de 1928 une étudiante en droit, adhérente de l'Action française, Marie-Thérèse Babled, qu'il épouse à Paris le 24 janvier 1929. 
S'il s'éloigne ensuite du magistère de Maurras, il participe néanmoins au numéro spécial de la Revue universelle consacré au jubilé littéraire de Maurras, en 1937, signant un article intitulé « Maurras, défenseur de la Cité ». Selon lui, « ce ne sont pas seulement les royalistes mais tous les esprits libres qui saluent en Maurras un défenseur de la Civilisation ». Plus tard, dans les années 1950, il déclarera : Maurras était « un des rares types qui aient eu une cervelle politique » tout en soulignant : « Je n’ai jamais été très engagé dans l’Action française, parce que cela ne correspondait pas tout à fait à ce que je désirais : c’était trop restreint comme horizon politique ».
De 1935 à 1938, il est rédacteur en chef du Courrier royal (40 000 abonnés en 1935), l'organe du comte de Paris. Sous son impulsion, le mensuel se transforme en hebdomadaire. Il collabore aux revues de la Jeune Droite d'inspiration maurrassienne : La Gazette française (no 1, 3 mai 1924, bimensuelle puis hebdomadaire en 1925), Combat (1936-1939) de Jean de Fabrègues et Thierry Maulnier, l'hebdomadaire L'Insurgé (du 13 janvier 1937 au 27 octobre 1937), Civilisation, Idées (novembre 1941-juillet 1944), de mai 1942 à décembre 1943 (6 articles) et à l'hebdomadaire Demain, fondé par Jean de Fabrègues à Lyon en février 1942.
Il a aussi écrit dans des journaux et revues d’une droite plus traditionnelle dans les années 1930, le quotidien Le Jour de Léon Bailby - il en est brièvement le rédacteur en chef en 1936 -, la revue mensuelle La Belle France, en 1936-37, et La Revue hebdomadaire de François Le Grix.
Il enseigne l'économie politique à l'Institut catholique de Paris à partir de 1937, à la demande du recteur, le cardinal Alfred Baudrillart, un ami de sa famille, qui l'avait exclu en 1927.

### Un militant agrarien et corporatiste
Louis Salleron intègre en 1929 la Société des agriculteurs de France de la rue d'Athènes à Paris. Il est rédacteur en chef de sa revue, ce qui lui procure un revenu stable. Il joue un rôle important, dès les années 1930, dans le mouvement syndical paysan de droite : la « rue des pyramides » et la « rue d'Athènes », c'est-à-dire l'UNSA (Union nationale des syndicats agricoles). Il est secrétaire général de l'association générale du Crédit mutuel agricole et codirecteur du périodique de l'UNSA Syndicats paysans. Son livre Un régime corporatiste pour l'agriculture, issu de sa thèse et publié en 1937, contient les bases de la théorie corporatiste appliquée à l'agriculture.
Il était prévu qu'il donne un exposé en 1939 au Centre international pour la rénovation du libéralisme (CIRL), fondé à la suite du colloque Walter Lippmann de 1938.
Louis Salleron est l’un de ces Français qui entendent profiter de la défaite de 1940, de l’effondrement de « tout un système », du fait que « l’individualisme libéral, démocratique et parlementaire s’est avéré sans vigueur en face de forces neuves », pour espérer voir triompher enfin les causes qui leur sont chères. En l’occurrence le corporatisme, puisqu’il milite pour le voir triompher depuis plusieurs années et qu’il préconise dès août, dans une série d’articles en « une » de L'Ouest-Éclair : « Un ordre moderne est appelé à remplacer l’ordre ancien et (…) a déjà reçu son véritable nom, il est corporatif ». Dès l’automne, il est conscient des deux dangers qui menacent le corporatisme : « l’ardeur des néophytes » qui veulent aller trop vite et les dangers nés des « nécessités du ravitaillement », qui amèneraient à masquer sous l’appellation d’organisation corporative « un système d’ensemble de réglementations des marchés agricoles » qui ne serait qu’un « étatisme intégral », ce qui s’est passé puisque le ministère de l’agriculture a de plus en plus pris le pas sur la Corporation paysanne. Il a contribué à la création de la Corporation paysanne, née en décembre 1940, qu’il voulait fonder dans une optique corporatiste traditionaliste. En 1941, il est nommé par le régime de Vichy délégué général à la Commission d'organisation corporative paysanne, chargé des questions économiques et sociales.
Il entend alors convaincre les agriculteurs de l’importance de la Corporation paysanne, dans ses articles, ses conférences et ses livres, comme La terre et le travail (1941) ou Naissance de l’État corporatif (1942), se réjouissant qu’elle se situe « à l’opposé du libéralisme anarchique et de l’étatisme dévorant ». Son rêve, c’est aussi l’institution d’un État corporatif, qui doit reconnaître « l’existence de communautés naturelles, de « corps » ayant des droits premiers antérieurs à la volonté contractuelle comme à toute volonté législatrice » : la famille, le métier, la région. Cet État doit en priorité et par définition « s’attacher, pour la sauvegarde de la personne humaine, à fortifier la famille et tous les groupes naturels » car la « personne humaine ne peut s’épanouir que si l’existence des groupes naturels est reconnue au même titre que la personne individuelle ». Le « seul point qui le distingue totalement » de tous les autres régimes politiques, ce n’est pas la suppression du Parlement – mais le parlementarisme a abouti « à la guerre, à la défaite et au chaos » écrit-il -, « c’est la répudiation de l’individualisme, celui de la Déclaration des droits de l’homme, qui a mené la France « à la ruine ».
Il s’est opposé à certaines décisions du ministère de l'agriculture, comme la nomination d’anciens parlementaires comme délégués régionaux de la Corporation paysanne, en 1942, car pour lui, ils sont les tenants de l’ancien système et de la politique qui a divisé le monde paysan avant 1940, et il pesta auprès de Claude Mauriac contre les dirigeants de la Corporation, « menée à sa perte par des incapables ». Toujours est-il qu’il est resté dans l’organisation corporative, pour s’occuper de problèmes divers, ceux de la formation des cadres et de la presse. Il fit partie du comité de direction de l’organe officiel de la Corporation, Syndicats corporatifs paysans, qui prit la suite de Syndicats paysans. Et il est le directeur de l’École des cadres de la Corporation à partir de novembre 1942, membre en 1943 du comité de gestion de la caisse nationale de crédit agricole et membre à titre consultatif du comité d’action sociale dans les campagnes. Désigné membre en juillet 1941 du Comité consultatif de la famille, il œuvra la même année à la création du Centre national de la famille rurale (CFNR), né dans le giron de la Corporation paysanne en réaction à la volonté de l’État de contrôler la Corporation.
Il a aussi enseigné à l'Institut d'études corporatives et sociales de Maurice Bouvier-Ajam et a été nommé en 1941 membre du Conseil national par le régime de Vichy.
Il reste en contact avec Claude Mauriac, devenu secrétaire particulier du général de Gaulle fin août 1944. Il vint le trouver pour essayer de sauver par son entremise « ce qui peut être sauvé de la Corporation paysanne ». Il le rencontre encore en octobre, notant que le général de Gaulle « a alors pour lui tous les gaullistes…et tous les pétainistes ». Le fils de François Mauriac, qui dit admirer « le brio de cet esprit ruisselant d’idées », le présente ainsi en août 1945, au moment du procès du maréchal Pétain : il est « de l’espèce honnête, avec une lucidité déviée par des certitudes anciennes qu’il n’acceptera jamais de réviser » ; et il souligne « son amertume bien naturelle à un non-résistant (au sens officiel du mot) ». Louis Salleron lui affirmant que « ce que le pays pardonne difficilement à de Gaulle, c’est de jouer avec tant d’application et de rigueur la règle d’un jeu auquel chacun sent bien, au fond, qu’il ne croit pas et dont chacun sait aussi que, ne correspondant plus à rien de réel, il risque de perdre la France. Car la démocratie n’est plus qu’un mythe et un mythe dangereux s’il permet le camouflage de ses plus funestes ennemis [les communistes, à n’en pas douter] ».
Il échappe à l'épuration de la Libération. La Croix annonce en juin 1945 qu'un arrêté publié au Journal officiel le destitue de ses fonctions auprès de la Corporation paysanne, à l'instar d'autres personnalités (Hervé Budes de Guébriant, Henri Dorgères, Adolphe Pointier, Rémy Goussault).

### Un intellectuel catholique de droite dans les débats de l'après guerre

#### Professeur, conférencier, animateur du CEPEC et collaborateur de nombreux périodiques
Il reste professeur d'économie politique à l'Institut catholique de Paris jusqu'en 1957.
Il est au début des années 1950 le secrétaire et l’inspirateur d’un groupe patronal constitué autour du secrétaire général de la Télémécanique, Henri Migeon, le Comité pour l’amélioration des relations humaines dans l’économie (CARHEC), fondé en novembre 1951. Le CARHEC s’est signalé à l’origine par une déclaration d’intention élaborée principalement par Salleron et par une conférence de Migeon, puis en 1952 par une journée d’études organisée à Versailles, avec une communication de Salleron : « Principe et substance des relations humaines ». L’esprit du CARHEC apparaît bien dans cette affirmation de Migeon : « Améliorer la rémunération du personnel, (…) lui faciliter l’exécution de son travail, l’armer professionnellement, c’est bien, c’est même très bien, mais ce n’est encore rien (…) si ces mesures ne sont pas réalisées en vue d’une union profonde d’homme à homme, en vue de la poursuite d’une fin commune, en vue d’une intégration dans un bien commun »,.
Après avoir quitté en 1957 son poste de professeur à la Faculté de droit et de sciences économiques de l’Institut catholique, Salleron est devenu directeur des études et de la formation au Centre d’études et d’organisation (CEO) de Versailles, où il réside depuis 1936. Le CEO a été fondé et animé par l’ingénieur Marcel G. Mouget (1896-1964) en 1938, jusqu’à son décès le 22 avril 1964 à Aix-en-Provence. Mouget a été l’un des deux vice-présidents du CARHEC au début des années 1950. Lui succède à la tête du CEO son frère, Fernand Mouget (1902-1988).
Après la guerre, il donne des conférences et écrit de nombreux articles dans plusieurs périodiques. Il entre en 1947 au comité de rédaction de la revue Fédération, l'organe de l'association fédéraliste La Fédération. Il est l'un des associés en avril 1951 de la société éditant cette revue et le rédacteur en chef durant trois ans, jusqu'en 1954. Il a côtoyé ses animateurs à l'Institut d'études corporatives durant l'Occupation,. Il fait partie en 1950 de l'équipe fondatrice de la petite revue trimestrielle Sources, aux côtés notamment de catholiques « unis par le travail et l'amitié et désireux de faire passer leur foi dans leurs actes » comme Jacques Warnier, président du Centre des jeunes patrons (CJP) et ancien militant du corporatisme chrétien, Henri Migeon, Jean Predseil, secrétaire général du CJP, Jean de Fabrègues, Jean Daujat, Pierre Loyer, autre ancien partisan du corporatisme chrétien, ancien directeur du service de l'artisanat au ministère de la production industrielle au temps du régime de Vichy et ancien militant catholique antimaçon, André Romieu, qui fut le premier directeur de l'Office des comités sociaux, Pierre Pasquet, de la Confédération nationale de la famille rurale, le polytechnicien Yvan Téqui, futur DG de la SCAC,,.
Il collabore à de nombreuses autres revues parmi lesquelles La Revue française de l’élite (fondée en 1947), aux côtés de membres de l’Institut et d’anciens disciples de Maurras, la revue mensuelle gaulliste et anticommuniste de Claude Mauriac, Liberté de l’esprit - signant 5 articles de 1949 à 1952, -, Les Études sociales, publiée par la Société d’économie et de sciences sociales, qui regroupe les disciples de Le Play, la vénérable Revue des Deux Mondes de Claude-Joseph Gignoux, Itinéraires (revue catholique traditionaliste) de Jean Madiran, dès son lancement en 1956, les Écrits de Paris. Il a participé à un débat de la revue La Table ronde sur « le catholicisme et la politique » avec Stanislas Fumet, Edmond Michelet et Bourbon-Busset en 1966.
Il collabore aussi à des périodiques royalistes : le Courrier français (1948-1950) (mensuel du comte de Paris), La Nation française, hebdomadaire néo-maurrassien de Pierre Boutang, jusqu'en 1965 (il tient cette année-là durant plusieurs mois la chronique « Le laïc dans l'Église »). Ainsi qu'à des hebdomadaires généralistes : l’éphémère hebdomadaire Le Présent (1952-53), France catholique de Jean de Fabrègues, l'hebdomadaire grand public Carrefour - il y publie des articles ainsi qu’un billet anonyme, intitulé « L’homme de la rue », suivi plus tard par un autre, « le laïc dans l’Église ». Il écrit aussi des articles dans le quotidien L’Aurore à la fin des années 1970. Le quotidien Le Monde a parfois publié ses « libres opinions » ou certains de ses courriers adressés au journal, consacrés essentiellement à des questions religieuses, des années 1950 aux années 1980.
En 1949, l'épiscopat français l'envoie en mission en Palestine avec trois autres catholiques, Jean Rodhain, secrétaire général du Secours catholique, l'orientaliste Louis Massignon, professeur au Collège de France, et Robert Barrat, rédacteur en chef adjoint de Témoignage chrétien, pour enquêter sur les réfugiés arabes, à la suite de la naissance d'Israël en 1948 et de la guerre israélo-arabe de 1948-1949,.
Il est l'un des premiers membres français d'une association transnationale conservatrice et catholique, le Centre européen de documentation et d'information (CEDI) dans les années 1950,.
Depuis 1952 au moins, Salleron se désole que les patrons français sont « congénitalement assurés que, pour vivre heureux, il faut vivre caché » et leur recommande au contraire de se consacrer à des activités civiques qui leur donneraient l’occasion de s’expliquer devant leurs compatriotes. Il s'associe alors aux projets d'un autre intellectuel, René Gillouin, protestant, et de patrons protestants comme Georges Laederich ou catholiques comme Marcel Demonque pour fonder en 1954 le Centre d'études politiques et civiques (CEPEC), dont il est l'un des principaux animateurs jusqu'aux années 1970. D'abord directeur des études du CEPEC jusqu'en octobre 1955, il en est ensuite l'un des vice-présidents. Il publie en 1963 le livre La France est-elle gouvernable ? Propos politiques et civiques, aux éditions de l’Esprit nouveau et diffusé par France-Empire. C’est un recueil de quinze de ses conférences données au comité d'études du CEPEC.

#### Engagements politiques: autorité, libertés, Algérie française, fédéralisme
Comme membre de La Fédération, il participe au Congrès de La Haye en 1948 ; il y préconise comme « principe de l’unité de l’Europe » celui « des droits de l’homme et de la Cour suprême ». Il a publié plusieurs articles dans Fédération sur ce sujet entre 1949 et 1953. Pour que les libertés soient respectées par l’État gaullien, Salleron déclare en 1960 : 

« Pour ma part, voici une douzaine d’années que je préconise que puisqu’il est question de bâtir l’Europe, on la bâtisse sur la Justice et non pas sur la Souveraineté. La Souveraineté définit l’État. Par conséquent tant qu’il y aura des États, ils seront souverains, même si cette souveraineté est réduite à peu de choses par des conventions internationales et par la pression des faits. C’est une voie sans issue sur laquelle on a essayé de bâtir l’Europe sur le transfert de la souveraineté des États à la souveraineté de la communauté continentale. On n’a abouti à rien. Au contraire, on pourrait aboutir en confiant à une Cour européenne de justice la protection des libertés fondamentales. »

 Il note le « pas important » réalisé par la signature à Rome, le 4 novembre 1950, d’une convention européenne des Droits de l’homme et des libertés fondamentales, qui prévoit la constitution d’une Cour européenne des droits de l'homme, qui existe depuis et « commence timidement à fonctionner ». Il faudrait « que les individus et les collectivités puissent saisir directement cette Cour de toute violation des libertés ». Il se prononce donc pour « l’affirmation de principes de justice et leur construction en institutions supranationales conformes à une éthique du Droit des gens ». Le recours direct à la Cour de justice européenne fut d’ailleurs une des rares propositions concrètes parmi celles émises dans ses« Propositions pour un régime nouveau » de 1963. Cela aurait deux avantages. Le « droit européen des personnes effectivement incarné dans une institution qui l’assure » permettrait d’une part de « fonder l’Europe politique sur la prééminence de la justice » et de lui donner « une consistance » « face au péril totalitaire », et d’autre part de distinguer mieux l’Europe de l’Ouest du monde communiste. Salleron souligna que « ni le nombre de nos habitants, ni nos ressources énergétiques, ni notre capacité industrielle ne nous permettent de rivaliser avec des nations de dimension continentale » et que, dès lors, « la seule conclusion à laquelle puisse conduire l’examen des réalités chiffrées, c’est (…) la construction européenne, sur l’architecture de laquelle on peut différer d’avis mais qu’on ne pourrait refuser sans faire preuve d’irréalisme ». C’est en partie son antiétatisme qui explique son adhésion au projet européen. En 1967, il l’oppose à « ce qui nous tue économiquement, (…) l’étatisme, le bureaucratisme (sic), le socialisme planificateur et tatillon » et appelle à ne pas « céder à la tentation de nous replier dans notre jardin national ». L’intégration européenne doit permettre de « manifester nos qualités en nous plongeant dans le bain des contacts, des échanges et des compétitions ».
Il s'est cependant opposé à la Communauté européenne de défense (CED), contrairement aux animateurs de la Fédération, signant en 1954 un appel de 14 personnalités, à la demande de Michel Debré,.

Salleron a rédigé pour le CEPEC en 1956 un projet de réforme de la constitution, préconisant l'élection du président du conseil au suffrage universel et le renforcement des pouvoirs du président de la République. Il accepte l'arrivée au pouvoir du général de Gaulle en 1958. Quelque temps avant le référendum de 1958, alors qu’il ne connaît que l’avant-projet soumis au Comité consultatif constitutionnel, il juge ainsi : 

« Les Français sont unanimes pour demander l’autorité et la stabilité gouvernementale. Ils se rendent parfaitement compte que la France ne saurait exister sans cela. (…) Mais les Français veulent en même temps qu’autorité et stabilité ne deviennent pas dictature. Ils tiennent aux libertés fondamentales. »

 Il considère que l’avant-projet « répond bien dans son ensemble à l’attente des Français », estimant qu’il « donne lustre et prestige à la présidence de la République, fortifie le Gouvernement et replace le Parlement dans sa fonction principale d’organe législatif » et qu’il « constitue le système le plus démocratique du monde, aussi éloigné que possible de la dictature et de ses menaces ». Jugeant aussi, quatre ans avant la réforme de 1962, que « les partisans de l’élection directe du président du conseil font peser sur la république et la démocratie une menace beaucoup plus grande que le général de Gaulle ». Et donc, il convient « d’admirer la loyauté et le courage du général », d’autant qu’il « n’y a que lui pour rendre « possible » de la manière qu’il fait le « nécessaire d’un Exécutif fort ».
Assez rapidement, il écrit en 1961 que « le bienfait de l’unité nationale qu’incarne le général de Gaulle nous paralyse depuis de longs mois » et « Plus je vais, plus de Gaulle me fait peur », en raison de son « credo politique » et de son tempérament : « Le Parlement est réduit à rien. Les ministres sont de vagues secrétaires du patron. (…) tel fonctionnaire honnête est révoqué comme un chien ». Il évoque même « l’engrenage dictatorial sous sa pire espèce », celui des liens directs entre « les masses et le chef ». Salleron a appelé à voter « non » au référendum français sur l'élection au suffrage universel du président de la République d'octobre 1962, devant cette « opération entachée d’illégalité et d’inconstitutionnalité » : il n’y a « pas d’autre solution que de voter « non » ; (…) le « non » est un « non » à la violation de la Constitution car c’est ainsi et pas autrement que se pose la question ».

S'ajoutent à cette évolution les déceptions nées de la politique gaullienne en Algérie. Salleron s’exprime dans les colonnes de La Nation française pour défendre l’Algérie française et critiquer le général de Gaulle. C’est que ses conceptions fédéralistes et européennes sont fondées dès la première moitié des années 1950 sur la conviction qu’il faut « souder l’Afrique à l’Europe dans le groupe occidental » car « l’Afrique, et naturellement l’Afrique du Nord, sera la perte ou le salut de la France et de l’Europe ». Comme un autre animateur du CEPEC, l'essayiste protestant René Gillouin, il signe un manifeste d'intellectuels de droite en octobre 1960 en réaction au Manifeste des 121. Il vote « non » au référendum sur l'autodétermination de l'Algérie de janvier 1961 et au référendum sur les accords d'Évian d'avril 1962, parce qu'il n'est que « duperie et mensonge » et qu'il est « illégal et anticonstitutionnel »,. Salleron témoigne au début de 1963 au procès du lieutenant-colonel Jean Bastien-Thiry, responsable de l’attentat du Petit-Clamart contre de Gaulle en août 1962. Bastien-Thiry, abonné à la revue Itinéraires, a tenté de concilier son acte avec sa foi catholique en s’appuyant sur la notion de tyrannicide. Or Salleron a publié un article dans Carrefour sur l’Église et le tyrannicide. C’est à ce titre qu’il figure parmi les témoins à décharge. Lors de son audition, il se défend d’avoir abordé cette question et accuse les « grandes autorités religieuses » de n’avoir pas assez « fait entendre leur voix dans une époque où toutes les grandes valeurs qui sont l’honneur d’un pays étaient bafouées ». Il déplore l’absence de paroles « qui éclairent la conscience d’un pays, qui, en soulageant cette conscience, peuvent empêcher des actes qui ensuite apparaissent comme une nécessité biologique d’un pays qui n’a pas entendu les voix salvatrices ou vengeresses, des actes qui peuvent être aberrants au point de vue de la légalité, (…) qui sont considérés comme blâmables ». Autant dire que la tentative d’assassinat du général de Gaulle n’est pas blâmable en soi et qu’il en rejette la responsabilité sur la hiérarchie catholique. Et d’ailleurs l’avocat Jean-Louis Tixier-Vignancour ne s’y trompa pas puisqu’il conclut : 

« J’y ajouterai une petite observation pour M. Salleron : Est-ce qu’aujourd’hui les consciences chrétiennes ne sont pas devenues folles parce que la justice bafouée, l’honneur bafoué [comprendre : par l’abandon de l’Algérie] n’ont jamais été vengés par une seule parole de la hiérarchie ? L’Église  est-elle une Église de la vérité ou du mensonge, est-elle l’Église de Dieu ou l’Église de César ?. »

Il défend au CEPEC ses thèses fédéralistes, en faveur de la décentralisation et de la désétatisation : « Dire décentralisation, c'est dire désétatisation. Il ne s'agit donc pas d'une orientation à modifier, mais d'une révolution à faire » contre « le courant technocratique », car « la France s'étatise de plus en plus, faisant ainsi obstacle à la fois au fédéralisme interne que consacrerait la promotion des régions, et au fédéralisme externe, que consacrerait l'organisation de l'Europe ». Face aux pouvoirs du président de la République, il convient d'instaurer une Cour suprême « dotée de toutes les garanties pour juger de la constitutionnalité des lois et des actes gouvernementaux ». Il s'abstient au Référendum sur la réforme du Sénat et la régionalisation de 1969 : « Insensible aux partis, je m'abstiendrai, comme je me suis abstenu en 1962 [il avait pourtant appelé à voter "non"], et pour la même raison: ma conscience m'interdit d'accomplir un acte contraire à la constitution ».
Il prend parti pour la liberté de l'enseignement en 1959 dans Carrefour et La Nation française, lors des débats qui vont mener à la Loi Debré de 1959.
Il participe au colloque « Pour une riposte au socialisme » en 1982, organisé par les milieux d'Action française.

#### Corporatisme, capitalisme et réforme de la propriété
Salleron se dit toujours favorable au corporatisme dans les années 1950. La revue Sources à laquelle il collabora a été selon Olivier Dard le dernier bastion d’un corporatisme en déclin après la guerre. La revue Itinéraires s’est livrée à une « enquête sur la corporation » en 1958, à l’initiative de Marcel Clément, interrogeant des intellectuels de droite sur le corporatisme. C’est que Madiran s’indigne de ce que le corporatisme est passé sous silence par les catholiques progressistes, alors qu’il fait partie de l’enseignement pontifical. Salleron s’interroge : la question principale est de savoir si « la corporation a encore un sens dans le monde moderne ». Sa réponse est positive : le corporatisme lui parait même « plus valable aujourd’hui qu’hier ». Il s’agit toujours d’espérer un « capitalisme indépendant de la philosophie individualiste et libérale », par refus de donner « une valeur absolue à l’individu et à la liberté ». L’économie doit être « dirigée vers des fins », les « valeurs de la civilisation occidentale – individu, liberté, propriété – ne sauront sauvées que par une philosophie générale de la société – philosophie qui est celle de l’ordre corporatif », c’est-à-dire de « l’ordre chrétien ». Il souhaite donc une « économie qui mélangera le statut corporatif, la liberté concurrentielle et le plan régulateur sous l’inspiration profonde d’une philosophie transcendantale et finaliste ».

Dans ses articles publiés dans la revue Idées, durant l’Occupation, il célébrait évidemment le corporatisme de la Révolution nationale, parce qu’il permet d’ajuster les deux principes majeurs auxquels il tient, qui sont les deux principes fondamentaux défendus par le CEPEC, l’autorité et la liberté. Sans rejeter pour autant l’économie de marché, car le marché garantit la liberté, et en prônant la propriété privée. Dans son ouvrage paru en 1949, L’Économie libérale, il déplore le déclin du libéralisme : 

« Le libéralisme économique, écrit-il, était dur mais sauvait tout de même un grand morceau de liberté réelle. S'il avait su se discipliner, s'il avait su accepter sa subordination aux règles supérieures de la justice, sa situation (et la nôtre) serait aujourd'hui moins tragique. Son péché mortel n'a pas été de croire au profit, au capital, à la liberté, mais de croire que le jeu mécanique du profit, du capital, de la liberté déterminerait spontanément le meilleur ordre social. C'était une profession de foi intégralement matérialiste. »

 Ce qu’il rejette et condamne, c’est effectivement le matérialisme, et le libéralisme qui fait de l’individu un absolu. Or il est convaincu que l’individu est une « personne », insérée dans des cercles qui le dépassent, comme la famille et la nation – les fameux corps intermédiaires -, et qu’il a des devoirs. En 1951, dans son ouvrage Les catholiques et le capitalisme, un recueil des principaux textes des libéraux classiques, dans lequel il affirme que les catholiques « n’ont jamais assimilé le capitalisme », il entend « sauver l’intelligibilité du système libéral et en montrer la robustesse d’ensemble, voire l’actualité » alors que l’économie libérale « entre dans la clandestinité » : « Pourquoi M. André Philip, (..) ou le maréchal Staline lui-même nous dégoûteraient-ils de Quesnay, d’Adam Smith et de Ricardo ? On est toujours en bonne campagne avec les classiques ». Il écrivait alors que si le capitalisme aurait dû être « libéré des erreurs qui le vicient – libéralisme, individualisme, exploitation du prolétariat, corruption du pouvoir politique » et que « la propriété privée et la séparation de l’Economique et du Politique (…) sont les supports de la liberté individuelle ». Salleron restera hostile au libéralisme pur et au néolibéralisme à l’américaine, écrivant par exemple dans Permanences en 1978 : 

« Quel est le fort et le faible de ce néolibéralisme américain ? Rien d’autre que le fort et le faible du libéralisme traditionnel. Le fort ? Évidemment la critique de l’étatisme et de la bureaucratie. (...) Le faible ? Le faible, c’est (…) l’erreur radicale de la philosophie libérale dans sa conception de l’homme et de la société. »

Depuis la fin de la guerre, il réfléchit à la signification de la propriété et milite pour une « diffusion de la propriété » dans ses articles, ses livres, des réunions, notamment au CEPEC, en France et dans l'Espagne franquiste : Salleron déclara à une conférence à Barcelone, où il avait été invité par des industriels catalans : 

« En conclusion, je dirai que si l’on croit à la vertu de la propriété privée, si l’on croit à la nécessité de marquer la distinction entre le secteur politique et le secteur économique, si l’on croit enfin aux bienfaits du régime capitaliste considéré dans sa technicité et non pas dans la philosophie libérale qui a présidé à sa naissance, je pense et je prétends que l’ouverture de la propriété capitaliste (…) est la seule voie du progrès – et j’entends d’un progrès qui soit tout à la fois technique, économique, social et politique, c’est-à-dire totalement humain. »

 Salleron tient à la « valeur irremplaçable de la propriété comme pivot juridique de toutes les réformes d’ordre économique et social ». En 1967, Georges Laederich, président du CEPEC, souligne que le CEPEC, sous l’impulsion de Salleron, a toujours « marqué son intérêt pour la participation des travailleurs à l’expansion économique et à la large diffusion de la propriété en capital ».

#### Le catholique traditionaliste et anticommuniste
Salleron représenta à la Fédération puis au CEPEC « le catholicisme traditionaliste » ; c’est un catholique qui a « toujours été exaspéré par la confusion d’esprit de ceux qui croient pouvoir concilier le catholicisme et le marxisme ». Il a bataillé contre le « modernisme » dans l’Église, la « tendance démocrate-chrétienne » et la « subversion marxiste » : de son article de 1936 dans La Revue hebdomadaire, dans lequel il taxe Jacques Maritain de « marxiste chrétien » à ses articles dans Carrefour et dans Itinéraires. Ils furent critiqués par les démocrate-chrétiens. Dominique Borne, dans Terre humaine et dans le quotidien L'Aube, considéra Salleron, le « théologien de Carrefour », comme l’un de ces « publicistes sans mandat, catholiques et français bien entendu » qui « (crient) au progressisme et au modernisme » contre « tout ce qui dans le catholicisme est recherche, initiative, mouvement », dans le contexte notamment du débat sur les prêtres ouvriers. Témoignage chrétien protesta aussi contre les articles de Salleron. Dans les années 1950, il critique les prises de position sur le marxisme et le communisme, jugées trop complaisantes, du Père jésuite Michel Bigo, directeur de la Revue de l’action populaire et de l’Institut d’études sociales.
Il a participé à la semaine des intellectuels catholiques, du Centre catholique des intellectuels français (CCIF), à des conférences consacrées à Simone Weil en 1949 et à un débat en 1951, qui s’est mal passé ; son intervention sur les « iniquités de l’ Épuration » a choqué et le comité directeur a décidé de « corriger » son texte dans un sens moins véhément. Salleron a exigé que son texte soit retranscrit dans son intégralité. Depuis, il se déchaîne contre le CCIF lorsqu’il invite des conférenciers partisans de la décolonisation, en 1958 notamment dans ses articles de Carrefour et de La Nation française. Lors de « l'affaire Pax » en 1964, Salleron écrit dans Carrefour : « Scandale, chaque jour et partout, d'un progressisme triomphant sur les tribunes et dans les publications catholiques. Pax a bien travaillé et le comte Piasecki [son dirigeant, accusé par les catholiques de droite d'être un agent soviétique] peut être félicité par le parti communiste ». La même année, il traduit l'ouvrage de l'évêque anglican John Arthur Thomas Robinson, Honest to God, afin de montrer où mène le progressisme chrétien. Ce que lui reproche La France catholique et ce qui l'amène à polémiquer avec la revue des jésuites Études, pour qui Salleron « ne cache pas ses opinions intégristes extrêmes »

Il s'oppose aux réformes issues du concile Vatican II. Il participe à certaines des initiatives prises par Jean Ousset, Jean Madiran, Michel de Saint Pierre et par André Giovanni, du magazine Le Monde et la vie, auquel il collabore. Il assiste avec son épouse et l'un de ses fils, le carme Joseph de Sainte-Marie, aux congrès de l'Office international des œuvres de formations civiques et d'action doctrinale selon le droit naturel et chrétien de Jean Ousset, à Lausanne. Il y rencontre ses proches amis Marcel de Corte, Gustave Thibon, l'amiral Paul Auphan. Il y donne une conférence en 1965 sur l'information. Interrogé par un journaliste suisse sur sa présence, il répond : « J'estime qu'il est aujourd'hui victime d'un ostracisme injuste de la part des milieux catholiques sociologiquement installés ». Il tente de gagner des intellectuels catholiques à leurs initiatives. Au printemps 1966, Itinéraires lance une pétition adressée aux évêques français pour leur demander le rétablissement du « consubstantiel » dans la traduction française du Credo de la messe. Salleron écrit alors à Henri-Irénée Marrou en mai : 

« Avec quelques catholiques de la « base », nous organisons une pétition aux évêques (…). Pour appuyer cette pétition, nous voudrions les noms d’une dizaine, au maximum, de personnalités connues des milieux catholiques (…). Le plus difficile n’est pas d’avoir ces signatures mais qu’elles tolèrent leur voisinage mutuel. Stanislas Fumet à qui j’ai téléphoné hier accepterait si vous-même (…) acceptiez de votre côté pour « équilibrer » Massis ou Mauriac qui ont déjà accepté, (…) Thibon, si j’arrive à le joindre, un ou deux professeurs de l’Institut catholique et moi-même. »

 En vain. Outre Salleron, la pétition est signée en 1967 par François Mauriac, qui pourtant tenait Salleron pour « un journaliste d'extrême droite », Massis, Thibon, l'économiste Daniel Villey, l'historien Roland Mousnier, Pierre de Font-Réaulx (doyen de la faculté de droit de l'Institut catholique), Stanislas Fumet, Jacques de Bourbon Busset, Maurice Vaussard. Et il prend part à la réunion à la Mutualité du 25 avril 1967, présidée par l’amiral Auphan, avec comme autres orateurs Madiran, Ousset, Giovanni, Saint-Pierre et Marcel de Corte. Un meeting destiné à démontrer qu’ils ne sont « ni des isolés dans la nation, ni des minoritaires dans l’Église », selon l’expression de Madiran. Auphan souligna l’enjeu : « C’est toute la civilisation qui est menacée dans son esprit et dans ses structures ». Salleron, lui, souligna l’anniversaire de l’encyclique anticommuniste Divini Redemptoris, « un anniversaire d’une pleine et lumineuse actualité ».

Il s'oppose au nouveau catéchisme. Et plaide pour la restauration de la liturgie catholique post-tridentine, la « messe de saint Pie V », et critique la nouvelle liturgie, affirmant que les « réformes souhaitées (pour le concile) se sont noyées dans le flot révolutionnaire ». Il publie son premier article contre la nouvelle messe le 24 septembre 1969, dans l'hebdomadaire Carrefour. Il écrit par exemple dans la préface de La nouvelle messe : 

« Centrée sur la Nouvelle Messe, la réforme liturgique consiste simplement dans l'abolition de fait du Concile de Trente et dans la conversion du catholicisme au protestantisme, sous les espèces de l'œcuménisme. Telle est du moins la première étape, celle à laquelle on est actuellement parvenu, la suivante devant être l'institution de la Religion nouvelle à quoi conduit la révolution permanente qui est l'esprit de la Réforme liturgique. »

Il participe les 7 et 8 novembre 1970 à Versailles, où il réside, au « congrès des silencieux de l’Église » du royaliste Pierre Debray,, au congrès de l'Office à Lausanne en 1972, présidant une conférence de Marcel De Corte sur « la vertu de force contre la violence révolutionnaire ». Il figure au comité de patronage de l’association Credo, fondée par Michel de Saint Pierre en 1975, avec le colonel Rémy et l’amiral Gabriel Auphan notamment,. Il collabore aux périodiques des catholiques traditionalistes : à la revue de Jean Ousset Permanences, à Itinéraires encore, au quotidien Présent de Madiran.
Dans les années 1970, il apporte son appui à Mgr Lefebvre dans la défense du séminaire d’Écône - où enseigne l'un de ses fils, Georges - qui oppose le prélat au pape Paul VI. Il s'entretient avec lui dans la France catholique (15 janvier 1976) et signe le 9 août 1976 une lettre d'intellectuels français catholiques (avec Michel de Saint Pierre, Michel Droit, Jean Dutourd, Henri Sauguet, le colonel Rémy, Michel Ciry, Gustave Thibon) adressée au Pape Paul VI au sujet des sanctions prises contre Mgr Lefebvre et son séminaire d'Écône, dans laquelle ils déclarent que les fidèles « ne reconnaissaient plus leur religion dans certaine liturgie et certaine pastorale nouvelles » ainsi que dans « le catéchisme qu'on enseigne maintenant à leurs enfants, dans le mépris de la morale élémentaire, dans les hérésies professées par des théologiens écoutés, dans la politisation de l'Evangile »,. Mais il reste finalement fidèle à Rome et ne rejoint pas dans leur démarche les partisans de Mgr Lefebvre réunis dans la Fraternité sacerdotale Saint-Pie-X.
Inconnu aujourd'hui du grand public, il est cité par les revues ou blogs des cercles catholiques traditionalistes. Une de ses petites-filles, religieuse dominicaine enseignante des Sœurs du Saint Nom de Jésus de Fanjeaux, intégrées à la Fraternité sacerdotale Saint-Pie-X et membres du Tiers-Ordre de Saint Dominique, lui consacre une biographie publiée en 2023.

## Publications
- Un régime corporatif pour l'agriculture, Dunod, 1937
- La terre et le travail, Librairie Plon, 1941
- Naissance de l'état corporatif: dix ans de syndicalisme paysan, Bernard Grasset, 1942 (Lire le début en ligne sur Gallica)
- Réflexions sur le régime à naître, Desclée de Brouwer, 1944
- Six études sur la propriété collective, Le Portulan, 1947
- L'économie libérale, Les Grandes études politiques et sociales, A. Fayard, 1949
- Un jeune catholique devient communiste, malgré les cordiaux avertissements de Louis Salleron, La Jeune Parque, 1949
- Les Catholiques et le capitalisme, La Palatine, 1951
- L'Automation, Que sais-je ?, PUF, 1957
- Autorité et commandement dans l'entreprise, Volume 5 de "Méthodes et philosophie de l'organisation", Éditions de l'Entreprise Moderne, 1960
- La France est-elle gouvernable ? Propos politiques et civiques, L'Esprit nouveau, 1963 (recueil de ses conférences au CEPEC)
- Dieu sans Dieu (Honest to God), NEL, 1964 (traduction et préface de L. Salleron)
- L'organisation du pouvoir dans l'entreprise: participation, démocratie, Entreprise moderne d'édition, 1966
- La nouvelle messe, Collection Itinéraires, Paris, Nouvelles éditions latines, 1970, 188 p.
- Essai sur le principe de population [de] Malthus: analyse critique, Volume 204 de Profil d'une œuvre, Hatier, 1972
- Libéralisme et socialisme du XVIIIe siècle à nos jours, Club du livre civique, 1977[Note 8]
- Ce qu'est le mystère à l'intelligence: propos sur la foi, Ed. du Cèdre, 1977 (articles remaniés d'Itinéraires et de La Pensée catholique )
- Dix dialogues sur la crise de l'Église, D.M. Morin, 1983
- Le Cancer socialiste, D.M. Morin, 1983[Note 9]